# Колпакиди, Александр Иванович
Алекса́ндр Ива́нович Колпаки́ди (род. 2 января 1962, Стерлитамак, СССР) — русский писатель-историк, редактор и издатель, историк спецслужб. Руководитель издательства «Алгоритм». Автор исторических бестселлеров «Империя ГРУ», «Внешняя разведка России», «Двойной заговор».

## Биография
Родился в семье греков. Окончил среднюю школу в городе Туапсе, исторический факультет ЛГУ им. А. А. Жданова в 1983 году. Первоначально искусствовед, интересовался авангардом. Преподавал историю и политологию в Ленинградском политехническом университете и Ленинградском электротехническом университете (кафедра политологии).
С конца 1980-х и до середины 1990-х годов участвовал в левом неформальном движении. Входил в руководство Социалистической партии (Б. Кагарлицкого) и Партии труда.
Публиковался в ленинградских газетах и журналах. С 1994 года начал сотрудничать с издательством «Современник» (Москва). Выпустил в нём в серии «Жестокий век» мемуары советских перебежчиков, снабдив их своими комментариями и послесловиями.
В 1998 году редактировал журнал «Секретное Досье» (Санкт-Петербург).
С 2000 года ведущий редактор издательства «Нева» (Санкт-Петербург).
С 2003 года главный редактор, заместитель директора издательства «Яуза» (Москва).
С 2012 года главный редактор издательства «Алгоритм» (Москва).
Автор и соавтор более 20 книг по истории спецслужб и истории СССР. В том числе «Империя ГРУ», «Двойной заговор», «Главный противник», «Внешняя разведка России», «Энциклопедия военной разведки России», «Энциклопедия секретных служб России», «Спецназ ГРУ» и т. д. Сергей Брилёв называл Колпакиди «информированным автором книг по истории ГРУ». Положительно отзывался о его трудах Юрий Ленчевский. Его приводили New York Times, RT, «МК», телеканал «Звезда», радио «Ъ FM».
Автор и консультант более 20 сценариев документальных фильмов по истории, в основном о советской разведке.
27 сентября 2013 года в отношении Колпакиди и директора издательства «Алгоритм» С. В. Николаева было возбуждено уголовное дело по части 2 ст. 282 УК РФ (возбуждение ненависти либо вражды или унижение достоинства человека по национальным, расовым, религиозным признакам с использованием при этом служебного положения) в связи с выпуском издательством в 2012 году книг Бенито Муссолини (в том числе «Доктрины фашизма»), а в 2013 году — романа гитлеровского пропагандиста Йозефа Геббельса «Михаэль. Германская судьба в дневниковых листках». 10 марта 2015 года Басманный районный суд Москвы приговорил Николаева к штрафу в 200 000 рублей, а Колпакиди — к штрафу в 150 000 рублей. Сам Колпакиди считает, что эти книги были изданы, как представляющие историческую ценность, и в них нет возбуждения ненависти и призывов к насилию. Кроме того, роман «Михаэль» поступил в продажу в январе 2013 года, а внесён в Федеральный список экстремистских материалов решением того же Басманного суда лишь 22 октября 2013 года. Изданные же мемуары Бенито Муссолини не запрещены; в изданном «Алгоритмом» сборнике имеется лишь фрагмент запрещённой «Доктрины фашизма», в котором нет ни единой строки, возбуждающей ненависть.
— А что за история у вас с книгой Геббельса и последовавшими за ней судебными процессами?
— Мы издали небольшим тиражом юношеский роман Геббельса «Михаэль». В экстремистских списках его, естественно, не могло быть, ведь это было первое издание на русском языке. Роман был снабжён соответствующим справочным аппаратом, комментариями специалистов. То есть это однозначно научное издание. Мы и не думали, что произведение может трактоваться как экстремистское, ведь Геббельс писал его тогда, когда ещё не состоял в НСДАП, не был никаким активистом нацистской партии, а наоборот, сочувствовал коммунистам. Да и прототипом главного героя романа был коммунист…

## Взгляды
В 2001 году Колпакиди заявлял: «Я участвовал в левом движении, традиционные левые убеждения у меня остаются и останутся. Но не они продиктовали мне версию, что заговоры 1930-х годов имели место, а в руководстве шла битва за власть. Эти взгляды разделяют диаметрально противоположные историки. Сторонники и белого, и власовского движений тоже считают, что было мощное сопротивление режиму на разных этажах. Но все мы безусловно негативно оцениваем масштаб репрессий и ни в коем случае не считаем, что сотни тысяч расстрелянных были реальными заговорщиками. Никакого оправдания трагедии быть не может».
Концепцию «двойного заговора»[прояснить] военных против И. Сталина и А. Гитлера А. И. Колпакиди и Е. А. Прудниковой рассматривал В. А. Ермаков.
В своей статье 2012 года описал собственное видение событий последнего десятилетия в России: «Когда к власти пришёл Владимир Путин, все бывшие диссиденты и правозащитники стали борцами за демократию против тоталитарных тенденций новой власти. Честно говоря, Путин произносил, в общем-то, правильные вещи, и я не вижу никаких тоталитарных тенденций, но это неважно. Путин с Западом договорился — у них бизнес: борьба разворачивалась уже внутри страны между ленинградской путинской командой и ельцинскими олигархами. Интерес последних понятен: раздербанили всё, что получили за просто так в 1990-е, а нового ничего не построили, то есть доходов нет, поэтому хотят провести новый виток приватизации. Путин знает, что если даст им это сделать, то в стране начнутся беспорядки, голод, и он слетит с президентской должности».
Неоднократно выступал с критикой украинских историков и украинского национализма.
Активно боролся против переименования станции метро «Войковская» в Москве.

## Критика
Профессор И. Н. Барыгин в разрезе выделяемого им направления «паранаучных исследований фашизма» приводил А. Колпакиди — как пример среди авторов, научный дискурс которыми «постоянно подменяется дискурсом публицистическим, выдаваемым ими за научный».

## Личная жизнь
Вдовец, супруга Лариса Владиславовна Жигальцова (1966—2021) — историк, доцент исторического факультета МГУ.

## Книги
- Колпакиди А. И., Прохоров Д. П. КГБ. Спецоперации советской разведки. — М.: Олимп: Астрель: АСТ, 2000.
- Колпакиди А. И., Прохоров Д. П. Империя ГРУ. Кн. 1, 2. — М.: Олма-Пресс, 2000. — ISBN 5-224-00600-7. — ISBN 5-22400766-6.
- Колпакиди А. П., Прудникова Е. А. Двойной заговор. Сталин и Гитлер: несостоявшиеся путчи. — М.: Олма-Пресс, 2000. — ISBN 2-224-00715-1.
- Колпакиди А. И., Прохоров Д. П. Внешняя разведка России. — СПб.; М.: Нева: Олма-Пресс, 2001. — ISBN 5-7654-1408-7. — ISBN 5-224-02406-4.
- Колпакиди А. И., Прохоров Д. П. Дело Ханссена. «Кроты» в США. — М.: Олма-Пресс, 2002. — ISBN 5-224-03255-5.
- Бочкарёв В. В., Колпакиди А. И. Суперфрау из ГРУ. — М.: Олма-Пресс Образование, 2002. — ISBN 5-94849-085-8.
- Колпакиди А. И., Лемехов О. И. Главный противник. ЦРУ против России. — М.: Вече, 2002. — ISBN 5-94538-007-5.
- Колпакиди А. И., Серяков М. Л. Щит и меч. Руководители органов государственной безопасности Московской Руси, Российской империи, Советского Союза и Российской Федерации. Энциклопедический справочник. — СПб.; М.: Нева: Олма-Пресс Образование, 2002. — 736 с. — ISBN 5-7654-1497-4. — ISBN 5-94849-024-6.
- Колпакиди А. И. Энциклопедия секретных служб России. — М.: АСТ: Астрель: Транзиткнига, 2003. — ISBN 5-17-018975-3. — ISBN 5-271-07368-8. — ISBN 5-9578-0086-4.
- Колпакиди А. И. Энциклопедия военной разведки России. — М.: АСТ; Астрель; ВЗОИ, 2003. — ISBN 5-17-020707-7 ; 5-271-08931-2 ; 5-9602-0105-4.
- Колпакиди А. И., Прохоров Д. П. КГБ: Приказано ликвидировать. — М.: Яуза; Эксмо, 2004. — ISBN 5-87849-151-6.
- Колпакиди А. И. Ликвидаторы КГБ. Спецоперации советских спецслужб 1941—2004. — М.: Яуза: Эксмо, 2004. — ISBN 5-699-06699-3.
- Прудникова Е. А., Колпакиди А. И. Двойной заговор. Тайны сталинских репрессий. — М.: Олма Медиа Групп, 2008. — 640 с. — ISBN 978-5-373-00352-0.
- Колпакиди А., Север А. М. Спецназ ГРУ. — М.: Эксмо, 2008. — ISBN 978-5-699-28983-7.
- Дегтярёв К., Колпакиди А. И. Внешняя разведка СССР. — М.: Эксмо, 2009. — 736 с. — ISBN 978-5-699-34180-1.
- Колпакиди А. И. Ликвидаторы КГБ. — М.: Яуза; Эксмо, 2009. — 768 с. — (Энциклопедия спецслужб). — ISBN 978-5-699-33667-8.
- Колпакиди А. И., Север А. М. ГРУ. — М.: Яуза; Эксмо, 2009. — 720 с. — (Энциклопедия спецслужб). — ISBN 978-5-699-30920-7.
- Дегтярёв К., Колпакиди А. И. СМЕРШ. — М.: Яуза; Эксмо, 2009. — 4000 экз. — ISBN 978-5-699-36775-7.
- Колпакиди А. И., Север А. М. Спецслужбы Российской Империи. — М.: Эксмо, 2010. — 768 с. — ISBN 978-5-699-43615-6.
- Колпакиди А. И., Север А. М. Разведка в Великой Отечественной войне. — М.: Эксмо; Яуза, 2010. — 736 с. — (Энциклопедия спецслужб). — ISBN 978-5-699-40836-8.
- Колпакиди А. И. ГРУ в Великой Отечественной войне. — М.: Яуза; Эксмо, 2010. — 608 с. — (ГРУ). — 3000 экз. — ISBN 978-5-699-41251-8.
- Колпакиди А. И., Потапов Г. В. Николай II. Святой или кровавый? — М.: Алгоритм, 2017. — 512 с. — ISBN 978-5-906947-80-2.

## Статьи
- Kolpakidi A. I., Barygin I. N. The Russian Liberation Movement in the Context of Modern ideological and political opposition within the USSR and Modern Russia // Modern Europe after Fascism 1943—1980´ s / Ed. by Stein Ugelvik Larsen[норв.]. — Columbia University Press, 1998. — 1932 p.
- Kolpakidi A. I., Leontiev J. Il peccato originale: Antonio Gramsci e la fondazione del PCd’I // PCI:La storia dimenticata / Sergio Bertelli, Francesco Bigazzi, (eds.). — Milano: Mondadori, 2001. — P. 25–60.
- Kolpakidi A. I. La barricata spagnola (1936—1939) // PCI:La storia dimenticata / Sergio Bertelli, Francesco Bigazzi, (eds.). — Milano: Mondadori, 2001. — P. 113–159.
- Колпакиди А. И., Барыгин И. Н. Рефлексия тоталитаризма: борьба за определение политического курса фашистских партий Европы в 20 — 30-х годах // Национальная правая прежде и теперь: Историко-социологические очерки. — СПб.: Санкт-Петербургский филиал Института социологии РАН, 1992.
- Колпакиди А. И. Коминтерн: что это было? // Сергей Кара-Мурза и др. Коммунизм и фашизм: Братья или враги?: Сборник / ред.-сост. И. Пыхалов. — М.: Яуза-пресс, 2008. — 608 с. — (Сергей Кара-Мурза. Манипуляция сознанием). — ISBN 978-5-903339-03-7.

## Составитель, автор предисловий и комментариев
- Агабеков Г. С. Секретный террор. Записки разведчика. — М.: Современник, 1996. — 447 с. — (Жестокий век: Разведчики и шпионы). — ISBN 5-270-01919-1.
- Бармин А. Г. Соколы Троцкого. — М.: Современник, 1997. — 528 с. — (Жестокий век: Кремлёвские тайны). — ISBN 5-270-01174-3.
- Беседовский Г. З. На путях к термидору. — М.: Современник, 1997. — 464 с. — (Жестокий век: Кремлёвские тайны). — ISBN 5-270-01830-6.
- Кривицкий В. Г. Я был агентом Сталина. Записки советского разведчика / Пер. с англ. И. Вишневской. — М.: Современник, 1996. — 415 с. — ISBN 5-270-01865-9.
- Оккультные силы России / Ред. А. Д. Балабуха. — СПб.: Северо-Запад, 1998. — 749 с. — (Спецслужбы России). — ISBN 5-88503-178-9.
- Оккультные силы СССР. Тайная война от Ленина до Ельцина / Ред. А. Д. Балабуха. — СПб.: Северо-Запад, 1998. — 688 с. — (Спецслужбы России). — ISBN 5-7906-0096-4.
- Порецки Э. Тайный агент Дзержинского. — М.: Современник, 1996. — 415 с. — (Жестокий век: Разведчики и шпионы).
- Пятницкий В. И. Заговор против Сталина. — М.: Современник, 1998. — 478 с. — ISBN 5-270-01175-1.
- Север А. Красные в НСДАП // Сергей Кара-Мурза и др. Коммунизм и фашизм: Братья или враги?: Сборник / ред.-сост. И. Пыхалов. — М.: Яуза-пресс, 2008. — 608 с. — (Сергей Кара-Мурза. Манипуляция сознанием). — ISBN 978-5-903339-03-7. (под псевдонимом А. Север, не путать с др. автором, пишущим под этим же псевдонимом)

## Сценарист и консультант документальных фильмов
- «Миф о Распутине, или Чисто английское убийство»
- «Разведка. Версия для кино», 10 серий, эфир «Первый канал» в 2003—2004
- «Страна Советов. Забытые вожди»